# Yun Jin-seo
Pour les articles homonymes, voir Yun.
Yun Jin-seo est une actrice sud-coréenne née le 5 août 1983 à Séoul.
Elle mesure 1,63 m.

## Filmographie
- Old Boy (2003)
- All for Love (2005)
- Lady Vengeance (2005)
- A Good Day to Have an Affair (2007)
- Someone Behind You (2007)